# Ženská lékařská fakulta v Pensylvánii
Ženská lékařská fakulta v Pensylvánii (The Woman's Medical College of Pennsylvania, WMCP) byla založena roku 1850 a byla druhou lékařskou institucí na světě, která vzdělávala ženy v oboru lékařství a umožňovala jim získávat titul doktorek medicíny. První takovou institucí byla Ženská lékařská fakulta v Nové Anglii založená o dva roky dříve. Přidružená Filadelfská ženská nemocnice (Woman's Hospital of Philadelphia) byla založena v roce 1861. Když padlo rozhodnutí přijímat také muže v roce 1970, byla škola přejmenována jako Lékařská fakulta v Pensylvánii (Medical College of Pennsylvania,  MCP). V roce 1930 fakulta otevřela nový kampus v East Falls, který kombinoval výuku a klinickou péči v jednom souhrnném zařízení. Byla to první k tomuto účelu postavená nemocnice v zemi. V roce 1993 se fakulta a nemocnice spojily s Hahnemannovou lékařskou školou (Hahnemann Medical School).
V roce 2003 byly obě školy spojeny s Drexelskou univerzitní fakultou medicíny (Drexel University College of Medicine).

## Založení

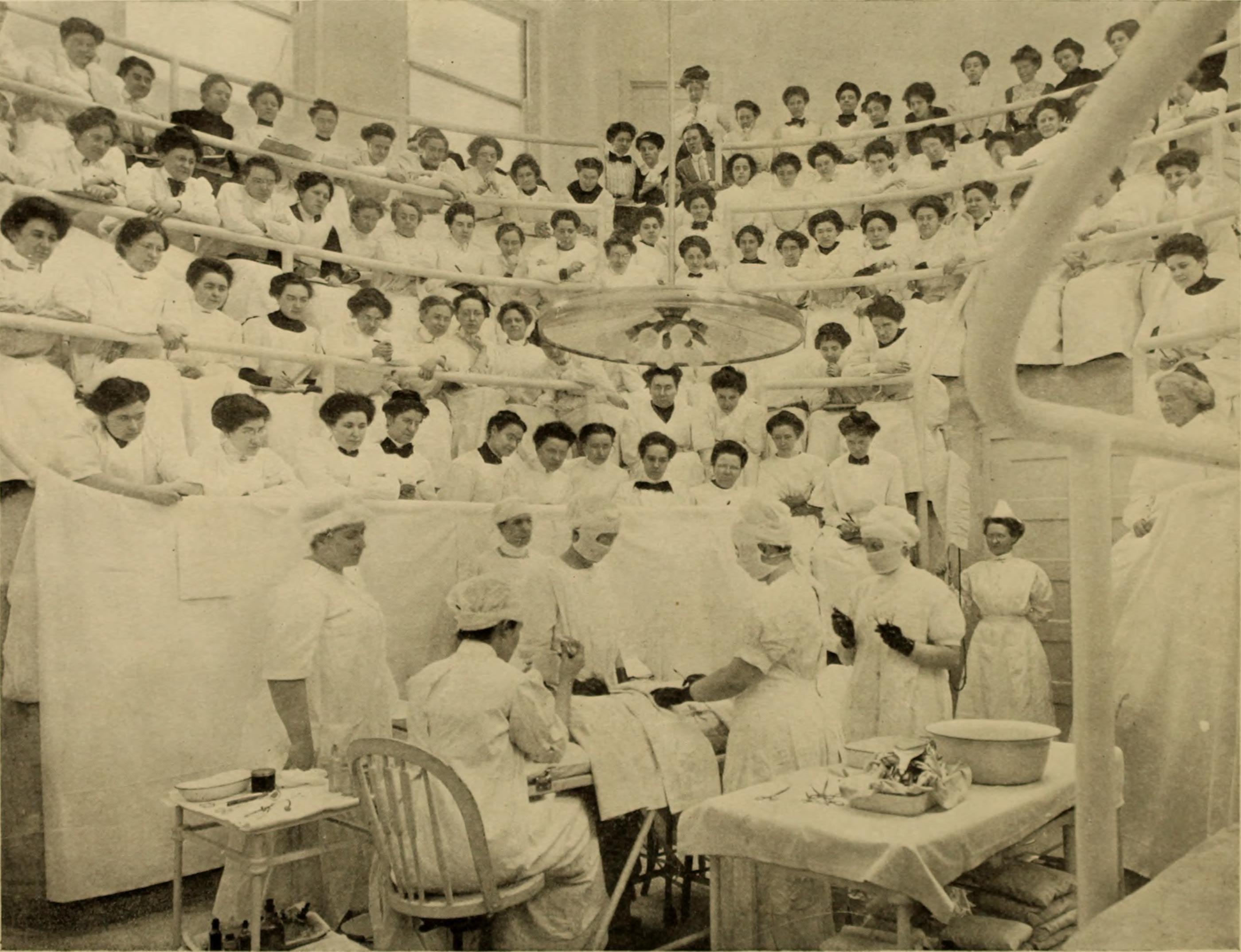
Ženská lékařská fakulta v Pensylvánii, výuka v roce 1911

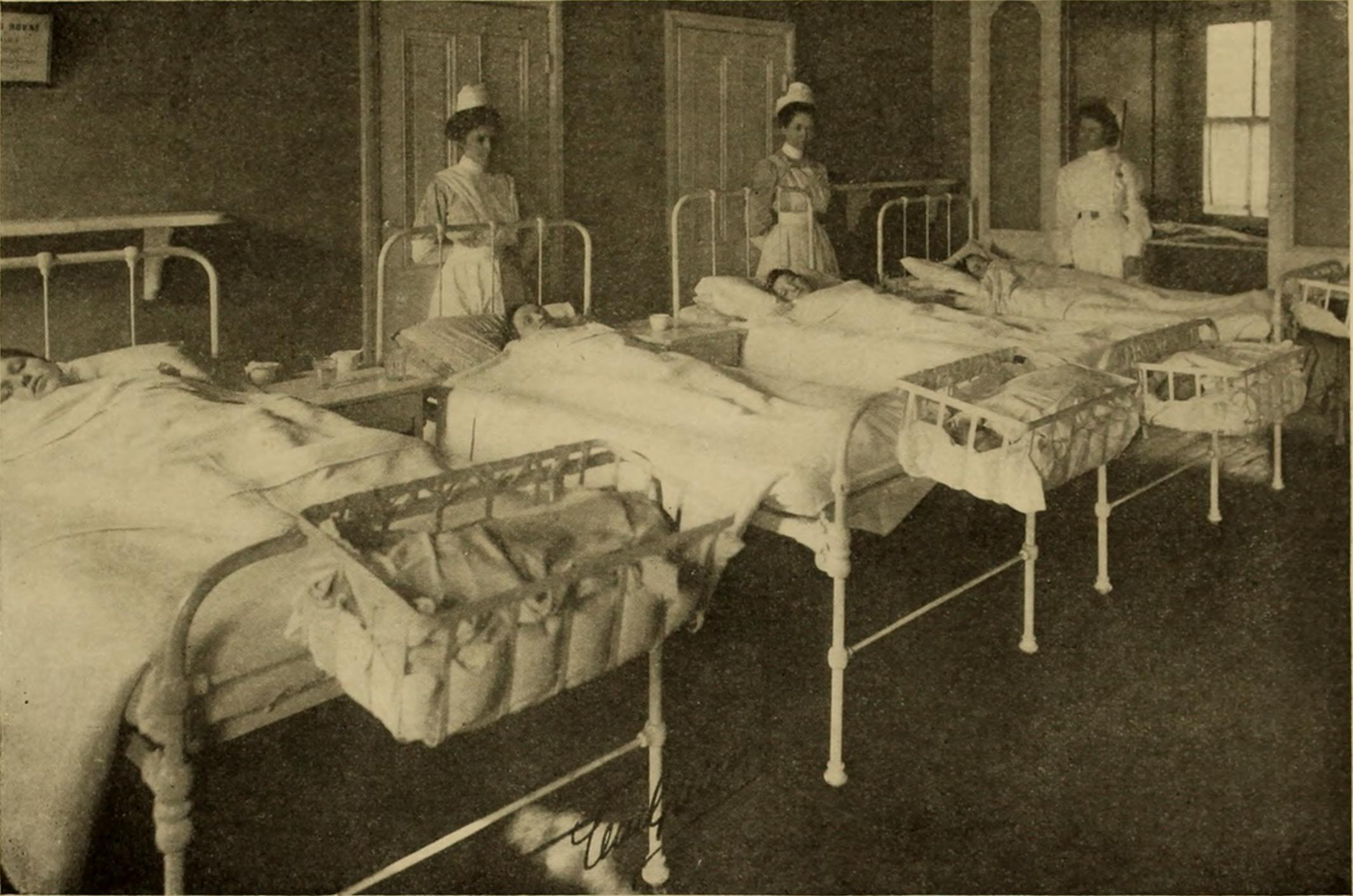
Oddělení porodnice, rok 1911

Kniha Dr. Roberta C. Smedleyho, History of the Underground Railroad (Historie podzemní železnice), cituje doktora Bartholomewa Fussella, který v roce 1846 navrhoval založit školu, která by vzdělávala ženské lékařky. Bylo to kvůli jeho zesnulé sestře, o níž věřil, že by stala lékařkou, kdyby dostala příležitost se jí stát. Její dcera Graceanna Lewis byla jednou z prvních žen ve vědě ve Spojených státech. Při setkání ve Fussellově domě The Pines v městečku Kenett Square v Pensylvánii, Fussell představil svou ideu čtyřem doktorům. Byli to: Edwin Fusell (jeho synovec), Dr. Franklin Taylor, Dr. Ellwood Harvey, Dr. Sylvester Birdsall a Dr. Ezra Michener. Přítomna byla i Graceanna Lewis. Dr. Fussell podporoval fakultu, ale jinak s ní měl máloco dočinění, poté co byla otevřena v roce 1850. Jeden ze zúčastněných, Elwood Harvey, pomáhal držet školu v provozu společně s Edwinem Fusellem. Dr. Harvey nejenže vyučoval celý výukový kurz, ale přibral i další ročník, poté co jiný profesor odešel. Dr. Harvey také pokračoval ve své lékařské praxi. Mezi jeho pacienty byl William Still a jeho rodina. Still, renomovaný filadelfský abolicionista se stal historikem podzemní železnice, poté co vytvořil rozsáhlé záznamy o uprchlých otrocích, kterým pomáhali filadelfští zachránci.
Dr. Harvey byl později obviněn Dr. Longshorem pro urážku na cti, za což byl z fakulty donucen odejít. Longshore založil konkurenční Ženskou lékařskou fakultu na Penn Medical University. Pomocí svých předchozích konexí z Ženské lékařské fakulty v Pensylvánii, začal získávat peníze pro svou vlastní školu.
Jako zakladatel školy je uveden Edwin Fussell. Mezi dalšími zakladateli byli za své přispění škole uvedeni Joseph S. Longshore a William J. Mullen. Tito tři muži jsou považováni za klíčové zakladatele Ženské lékařské fakulty v Pensylvánii.
Fakulta byla silně podporována ženským hnutím na začátku 19. století. Velká skupina kvakerů, nazývaná Společenství přátel Filadelfie, podporovala hnutí za ženská práva a Ženskou lékařskou fakultu v Pensylvánii. Ta se nejdříve nacházela na 229 Arch Street ve Filadelfii (adresa byla později změněna na 627 Arch Street). V červenci 1861, se správní rada fakulty rozhodla pronajmout prostory ve Filadelfské ženské nemocnici na North College Avenue.

### Filadelfská ženská nemocnice
V roce 1861 Ann Preston založila Filadelfskou ženskou nemocnici (Woman's Hospital of Philadelphia), částečně také, aby poskytla klinickou zkušenost pro studentky fakulty. V roce 1929 byla spojena se Západní Filadelfskou nemocnicí pro ženy (West Philadelphia Hospital for Women), ponechaje si své původní jméno.

### Problémy v poskytování klinické výuky
Fakulta měla problém se zprostředkováním klinické výuky pro své studentky. Téměř všechny lékařské instituce čelily větší poptávce po klinické praxi, kvůli nárůstu v oborech jako chirurgie, praktická diagnóza a v klinických specializacích. Během 80. let 18. století ženská fakulta lékařství spoléhala hlavně na demonstrativní kliniky. V roce 1887 profesorka porodnictví Anna Broomall založila pro účely výuky porodní ambulanci v chudinské čtvrti v Jižní Filadelfii. V roce 1895 se mnohé ze studentek staraly o 3–4 ženy, které sem přišly porodit.

### Kampus v East Fall a Drexelská univerzita
Ve 20. letech 20. století získala fakulta peníze na stavbu nového kampusu. Navrhovala je ve Filadelfii nejúspěšnější architektonická firma 20. let, Ritter & Shay. Kampus East Falls byla první ke svému účelu postavená nemocnice v zemi. Návrh dovoloval, aby vyučování v prostorách nemocnice pomáhalo poskytovat lepší péči. Po druhé světové válce vedl nedostatek ubytovacích kapacit k dalšímu stavebnímu vývoji, kdy jako první vznikla budova Ann Preston (navrhl Thaddeus Longstreth), ve které vzniklo ubytování a učebny pro studentky-zdravotní sestry. Dnes je budova známá jako Falls Center a funguje jako ubytování studentů, komerční prostory a kanceláře lékařů.
V roce 1993 se Lékařská fakulta v Pensylvánii spojila s Hahnemannovou lékařskou fakultou. V roce 2003 byly obě fakulty spojeny s Drexelskou univerzitní fakultou medicíny.

## Významné absolventky

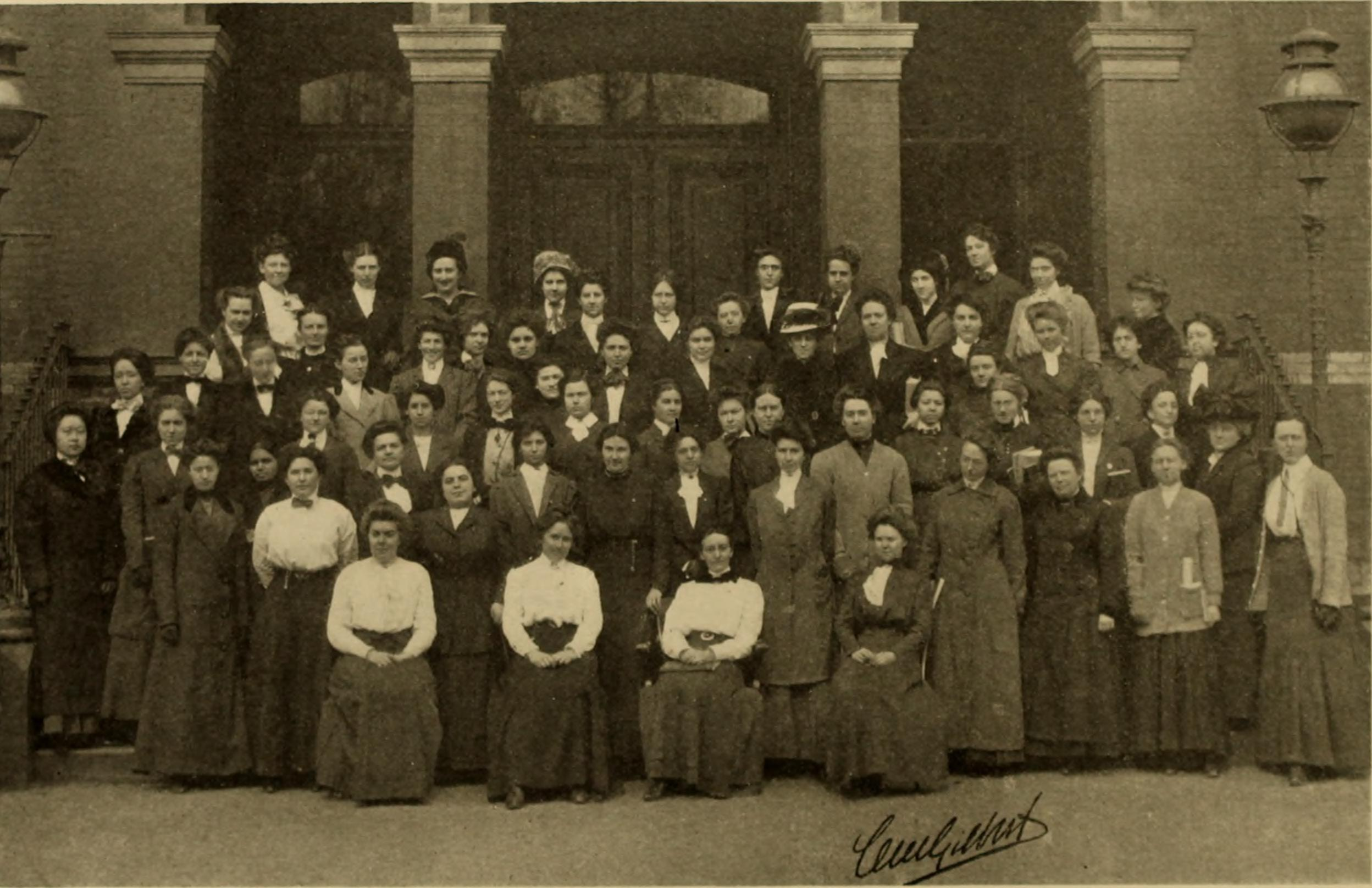
Fotografie z ročenky, rok 1911

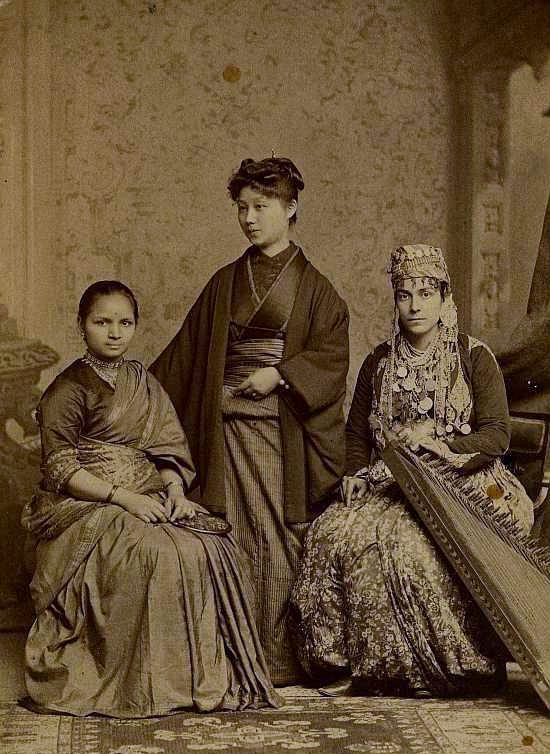
Absolventky fakulty: Anandibai Joshee, Keiko Okami a Sabat Islambouli

### 19. století
- Caroline Still Anderson, ročník 1878, jedna z prvních lékařek černé pleti ve Spojených státech
- Saleni Armstrong-Hopkins, ročník 1885, lékařská misionářka v Indii
- Lucinda L. Combs, první lékařka, která působila v Číně ve službách Ženské zahraniční duchovní společnosti
- Jessie Crawford Wilson, ročník 1890, lékařská misionářka v Persii
- Anandibai Gopal Joshi, ročník 1886, první žena vystudovaná v západní medicíně praktikující medicínu v Indii
- Alice Bennett, ročník 1880, hlavní lékařka a vrchní dozor na ženském oddělení Státní nemocnice pro duševně choré v Norristownu v Pensylvánii
- Elizabeth D. A. Cohen, ročník 1857, první žena s licencí praktikovat lékařství ve státě Louisiana
- Rebecca Cole, ročník 1867, druhá afroamerická lékařka ve Spojených státech
- Halle Tanner Dillon Johnson, první afroamerická lékařka v Alabamě
- Caroline Matilda Dodson, ročník 1874, (1845–1898), lékařka
- Matilda Evans, ročník 1897, první afroamerická lékařka s licencí v Jižní Karolíně
- Louise Celia Fleming, ročník 1895, první afroamerická lékařka absolvující fakultu
- Eliza Ann Grier, ročník 1897, první afroamerická lékařka s licencí v Georgii
- Rosetta Sherwood Hall, ročník 1889, v Americe narozená kanadská lékařská misionářka a učitelka v Koreji
- Susan Hayhurst, ročník 1857, první žena s titulem z farmacie ve Spojených státech
- Sabat Islambouli, první lékařka s licencí v Sýrii
- Halle Tanner Dillon Johnson, ročník 1891, první lékařka v Alabamě
- Verina M. Harris Morton Jones, ročník 1888, první žena s lékařskou licencí v Mississippi
- Agnes Kemp (1823–1908), ročník 1879, první žena praktikující medicínu v Dauphin County v Pensylvánii
- Anna Sarah Kugler, ročník 1879, byla první lékařskou misionářkou evangelicko-luteránské obecné synody USA, sloužila v Indii 47 let
- Clara Marshall, ročník 1875, děkanka fakulty od roku 1888 do roku 1917
- Lillie Rosa Minoka-Hill, ročník 1899, druhá americká domorodá lékařka, která získala titul doktorky
- Keiko Okami, jedna z prvních lékařek s licencí v Japonsku (první byla Ginko Ogino)
- Susan La Flesche Picotte, ročník 1889, první americká domorodá lékařka
- Clara Swain, ročník 1869, první lékařská misionářka v Indii ze Spojených států
- Jennie Kidd Trout, ročník 1875, první lékařka s lékařskou licencí v Kanadě
- Charlotte Whitehead Ross, kanadská lékařka s praxí v Montrealu a Manitobě na konci 18. století a začátku 19. století
- Harriot Kezia Hunt, obdržela čestný titul doktorky, aktivistka za ženská práva, učitelka
- Elizabeth Reifsnyder, ročník 1881, otevřela první ženskou nemocnici v Šanghaji
- Lilian Welsh, ročník 1889, lékařka a učitelka, obhájkyně veřejného zdraví a preventivní medicíny
- Mary Holloway Wilhite, ročník 1856, lékařka a filantropka
- Kate Campbell Hurd-Mead, ročník 1888, americká lékařka, autorka první komplexní historie žen v medicíně

### 20. století
- Myrtelle Canavan, ročník 1905, neuropatoložka, poprvé popsala formu leukodystrofie, která byla později po ní pojmenována
- Ruth Bleier, ročník 1949, neorofyzioložka
- Rita Sapiro Finkler, ročník 1915, na Ukrajině narozená endokrinoložka, gynekoložka a pediatr
- Saniya Habboub, ročník 1931, libanonská lékařka
- Joanne Overleese, hlavní chirurg, jedna z mála lékařek v historii basebolové ligy All-American Girls Professional Baseball League
- Eva Reich, v Rakousku narozená praktická lékařka a mezinárodně známá lektorka, dcera kontroverzního psychoanalytika Dr. Wilhelma Reicha
- Patricia Robertson, astronautka NASA a lékařka
- Kazue Togasaki, ročník 1933, jedna z prvních žen japonského původu, který získala lékařský titul v USA
- Martha Tracy, ročník 1904, děkanka od roku 1917 do roku 1940

### Fikce
Fiktivní absolventkou (ročník 1860) Ženské lékařské fakulty v Pensylvánii je Dr. Michaela Quinnová, hlavní postava ze seriálu Doktorka Quinnová.